# Bruiser
Bruiser és una pel·lícula estatunidenca dirigida per George Andrew Romero, estrenada el 2000.

## Argument
Henry Creedlow es desperta un matí sense cara. S'adona que acaba de perdre la cosa més important al món: la seva identitat. Es llança a una expedició punitiva contra tots els que l'han humiliat fins llavors.

## Repartiment
- Jason Flemyng: Henry Creedlow
- Peter Stormare: Milo Styles
- Leslie Hope: Rosemary Newley
- Nina Garbiras: Janine Creedlow
- Andrew Tarbet: James Larson
- Tom Atkins: detectiu McCleary
- Jonathan Higgins: detectiu Rakowski
- Jeff Monahan: Tom Burtram
- Marie Cruz: número 9
- Beatriz Pizano: Katie Saldano
- Tamsin Kelsey: Mariah Breed
- Kelly King: Gloria Kite
- Susanne Sutchy: Colleen
- Balázs Koós: Chester
- Jean Daigle: Faduah